# Matagalpa (Stadt)
Matagalpa ist die Hauptstadt des Departamentos Matagalpa, mit 485.500 Einwohnern der zweitgrößte Verwaltungsbezirk in Nicaragua. Das Municipio Matagalpa zählt etwa 200.000 Einwohner. Davon leben circa 120.000 in der Stadt und etwa 80.000 im Umland. Matagalpa liegt in einer Höhe von 681 Metern über dem Meeresspiegel.

## Geographie
Die Stadt liegt 132 Kilometer nördlich von Nicaraguas Hauptstadt Managua. Das Gemeindegebiet beträgt 640,65 Quadratkilometer und grenzt im Norden an das Municipio von Jinotega, im Osten an die Municipios del Tuma (La Dalia, San Ramón und Muy Muy), im Süden an das Municipio von Esquipulas y San Dionisio und im Westen an das Municipio von Sebaco.

## Geschichte
Vor dem Eintreffen der Spanier gab es auf dem Gebiet bereits indianische Siedlungen, von denen eine Matagalpa oder Pueblo Grande genannt wurde. Die beiden anderen hießen Solingalpa und Molagüina. Die Stadtrechte erhielt Matagalpa am 14. Februar 1862.
Am  19. Dezember 1924 wurde das römisch-katholische Bistum Matagalpa errichtet.

## Wirtschaft
Matagalpa leistet einen erheblichen Beitrag zum Bruttoinlandsprodukt Nicaraguas. Ökonomisch steht Matagalpa nach Managua auf dem zweiten Platz. Der relative Reichtum der Stadt rührt daher, dass Matagalpa das Zentrum des Kaffeeanbaus in Nicaragua ist. Aus dieser Quelle stammt ein großer Teil der Einnahmen. Daneben werden Bohnen, Mais und Gemüse angebaut. In jüngster Zeit werden vermehrt auch Blumen für den Export gezüchtet.

## Söhne und Töchter der Stadt
- Tomás Borge (1930–2012), Politiker und Schriftsteller, Mitbegründer der FSLN
- Carlos Fonseca (1936–1976), Mitbegründer der FSLN
- Dora María Téllez (* 1955), Schriftstellerin, Historikerin und ehemalige Guerilla-Kämpferin der Sandinistas
- Isidoro del Carmen Mora Ortega (* 1970), römisch-katholischer Geistlicher, Bischof von Siuna

## Städtepartnerschaften
| Stadt       | Land               | seit      |
| ----------- | ------------------ | --------- |
| Gainesville | Vereinigte Staaten | nach 1991 |
| Sabadell    | Spanien            | 1987      |
| Tilburg     | Niederlande        | 1987      |
| Oulu        | Finnland           | 1986      |
| Wuppertal   | Deutschland        | 1987      |